# Distretto di Chilcas
Il distretto di Chilcas è uno dei dieci  distretti della provincia di La Mar, in Perù. Si trova nella regione di Ayacucho e si estende su una superficie di 149,63 chilometri quadrati.

Istituito il 17 ottobre 1893, ha per capitale la città di Chilcas; nel censimento del 2005 contava 2.303 abitanti.